# Belmonte (Santa Catarina)
Belmonte es un municipio brasileño del estado de Santa Catarina. Tiene una población estimada al 2022 de 2 658 habitantes. Pertenece a la Región metropolitana del Extremo Oeste.

## Historia
Se originó con la llegada de inmigrantes polacos desde Río Grande del Sur en 1945. Estas familias se dedicaron a la agricultura y la cría de animales, más tarde con el desarrollo de la comunidad se instalaron molinos y aserraderos. Fue elevado a distrito de Descanso en mayo de 1964.
Se emancipó como municipio en 1992.